# Oskar Davidsen
Oskar Davidsen var en kendt smørrebrødsrestaurant grundlagt på Nørrebro i 1888 af Oskar Davidsen (1859-1920) sammen med hans vinhandel.
Davidsens smørrebrød eksisterede i fem generationer frem til 2021.
- 1) Oskar Davidsen (1859-1920)
- 2) Vagn Aage Davidsen, prokurist
- 3) Per Davidsen (1913-1998), vinhandler. Han drev firmaet på Åboulevarden indtil 1965 og 1965-1974 i Søpavillonen, hvorfra det ikke blev direkte videreført; men Ida Davidsen åbnede som selvstændig i Store Kongensgade, hvor hendes søn Oscar Davidsen Siesbye overtog firmaet, kort før det lukkede i 2021.
- 4) Ida Davidsen (1937- ), smørrebrødsjomfru[2]
- 5) Oscar Davidsen Siesbye (1967- ), restauratør og direktør[3]